# Liste der Flughäfen und Flugplätze in Griechenland
Dies ist eine Liste der Flughäfen und Flugplätze in Griechenland. Die ICAO-Codes sind mit den jeweiligen Websites der Flughäfen verlinkt.

## Zivile Flughäfen und Flugplätze
| Ort                                 | ICAO-Code | IATA-Code | Name des Flughafens                                         | Passagiere (2023) |
| ----------------------------------- | --------- | --------- | ----------------------------------------------------------- | ----------------- |
| Nea Anchialos, Volos                | LGBL      | VOL       | Nea Anchialos National Airport                              | 00.035.553        |
| Alexandroupoli                      | LGAL      | AXD       | Alexandroupoli International Airport „Dimokritos“           | 00.281.756        |
| Araxos, Patras                      | LGRX      | GPA       | Araxos National Airport „Agamemnon“                         | 00.0138.934       |
| Astypalea                           | LGPL      | JTY       | Astypalaia Island National Airport „Panaghia“               | 00.026.584        |
| Athen, Spata                        | LGAV      | ATH       | Athens International Airport „Eleftherios Venizelos“        | 28.070.174        |
| Chania, Kreta                       | LGSA      | CHQ       | Chania International Airport „Ioannis Daskalogiannis“       | 03.678.365        |
| Chios                               | LGHI      | JKH       | Chios Island National Airport „Omiros“                      | 00.278.975        |
| Iraklio, Nea Alikarnassos, Kreta    | LGIR      | HER       | Heraklion International Airport „Nikos Kazantzakis“         | 08.747.679        |
| Ikaria                              | LGIK      | JIK       | Ikaria Island National Airport „Icarus“                     | 00.065.768        |
| Ioannina, Perama                    | LGIO      | IOA       | Ioannina National Airport „Epirus“                          | 00.70.409         |
| Kalamata, Messini                   | LGKL      | KLX       | Kalamata International Airport „Nestor“                     | 00.302.578        |
| Kalymnos                            | LGKY      | JKL       | Flughafen Kalymnos                                          | 00.14.407         |
| Karditsa                            | LGMY      |           | Myrinis Airport                                             |                   |
| Karpathos                           | LGKP      | AOK       | Karpathos Island National Airport „Ammopi“                  | 00.268.146        |
| Kasos (Kassos)                      | LGKS      | KSJ       | Kassos Island Public Airport „Aghia Marina“                 | 00.003.047        |
| Kastelorizo, Megisti                | LGKJ      | KZS       | Kastelorizo Island Public Airport „Megisti“                 | 00.007.103        |
| Kastoria, Argos Orestiko            | LGKA      | KSO       | Kastoria National Airport „Aristotelis“                     | 00.004.686        |
| Kavala, Keramoti                    | LGKV      | KVA       | Kavala International Airport „Megas Alexandros“             | 00.300.030        |
| Kefalonia (Kefallinia, Cephallonia) | LGKF      | EFL       | Kefalonia Island International Airport „Odysseas“           | 00.859.143        |
| Korfu (Kerkyra, Kerkira)            | LGKR      | CFU       | Flughafen „Ioannis Kapodistrias“                            | 03.941.805        |
| Kos                                 | LGKO      | KGS       | Kos Island International Airport „Ippokratis“               | 02.907.722        |
| Kozani                              | LGKZ      | KZI       | Kozani National Airport „Filippos“                          | 00.004.633        |
| Kythira, Paleopolis                 | LGKC      | KIT       | Kithira Island National Airport „Eptanisos“                 | 00.035.889        |
| Leros                               | LGLE      | LRS       | Leros Island National Airport „Dodekanisos“                 | 00.027.043        |
| Limnos                              | LGLM      | LXS       | Lemnos International Airport „Hephaestos“                   | 00.138.651        |
| Megara                              | LGMG      |           | Flugplatz Megara                                            |                   |
| Mesolongi                           |           |           | Mesolongi Airport                                           |                   |
| Milos                               | LGML      | MLO       | Milos Island National Airport „Afrodite“                    | 00.095.750        |
| Mykonos                             | LGMK      | JMK       | Mykonos Island National Airport „Delos“                     | 01.654.255        |
| Mytilini, Lesbos                    | LGMT      | MJT       | Mytilene International Airport „Odysseas Elytis“            | 00.495.461        |
| Naxos                               | LGNX      | JNX       | Naxos Island National Airport „Apollon“                     | 00154.751         |
| Paros                               | LGPA      | PAS       | Paros National Airport                                      | 00.0323.716       |
| Preveza, Lefkada                    | LGPZ      | PVK       | Aktion National Airport                                     | 00.806.234        |
| Rhodos                              | LGRP      | RHO       | Rhodes International Airport „Diagoras“                     | 05.904.324        |
| Samos                               | LGSM      | SMI       | Samos International Airport „Aristarchos“                   | 00.474.238        |
| Santorin (Thira)                    | LGSR      | JTR       | Santorin (Thira) National Airport „Zefyros“                 | 02.773.365        |
| Sitia, Kreta                        | LGST      | JSH       | Sitia Public Airport „Vitsentzos Kornaros“                  | 00.048.855        |
| Skiathos, Nördliche Sporaden        | LGSK      | JSI       | Skiathos Island National Airport „Alexandros Papadiamantis“ | 00.552.453        |
| Skyros (Skiros)                     | LGSY      | SKU       | Skyros Island National Airport „Aegeo“                      | 00.025.870        |
| Syros (Siros), Ermoupolis           | LGSO      | JSY       | Syros Island National Airport „Ermis“                       | 00.015.039        |
| Thessaloniki, Mikra                 | LGTS      | SKG       | Thessaloniki International Airport „Makedonia“              | 06.721.000        |
| Zakynthos (Zakinthos)               | LGZA      | ZTH       | Zakynthos International Airport „Dionysios Solomos“         | 02.061.346        |

### Geschlossene zivile Flughäfen und Flugplätze
| Ort                             | ICAO-Code | IATA-Code | Name des Flughafens                       | Anmerkungen                      |
| ------------------------------- | --------- | --------- | ----------------------------------------- | -------------------------------- |
| Agrinio                         |           |           | Agrinio National Airport „G. Karaiskakis“ | auf unbestimmte Zeit geschlossen |
| Athen                           | LGAT      | ATH       | Ellinikon International Airport           | 2001 geschlossen                 |
| Dekeleia, Tatoi                 | LGTT      |           | Flughafen Tatoi                           |                                  |
| Larisa                          |           |           | Larissa National Airport „Thessaly“       | 1997 geschlossen                 |
| Kavala, Amygdaleónas            | LGKM      |           | Kavala National Airport                   | 1981 geschlossen                 |
| Maleme, Kreta                   |           |           | Flugplatz Maleme                          | 1959 geschlossen                 |
| Paros                           |           |           | Paros National Airport                    | 2016 geschlossen                 |
| Porto Cheli, Ermionida, Argolis | LGHL      | PKH       | Porto Cheli Airport „Kanaris“             | Privatbesitz, 2008 geschlossen   |
| Rhodos-Maritsa                  | LGRD      | RHO       | Flughafen „Ioannis Kapodistrias“          | 1977 geschlossen                 |

## Militärflugplätze
| Ort                              | ICAO-Code | IATA-Code | Militärflugplatz                                    |
| -------------------------------- | --------- | --------- | --------------------------------------------------- |
| Agrinio                          | LGAG      | AGQ       | Militärflugplatz Agrinio                            |
| Alexandria                       | LGAX      |           | Militärflugplatz Alexandria                         |
| Andravida                        | LGAD      | PYR       | Militärflugplatz Andravida                          |
| Araxos, Patras                   | LGRX      | GPA       | Araxos Air Base                                     |
| Chania, Kreta                    | LGSA      | CHQ       | Souda Air Base                                      |
| Dekeleia, Tatoi                  | LGTT      |           | Militärflugplatz Dekelia                            |
| Eleusis                          | LGEL      |           | Militärflugplatz Elefsina                           |
| Iraklio, Nea Alikarnassos, Kreta | LGIR      | HER       | Heraklion International Airport „Nikos Kazantzakis“ |
| Kalamata, Messini                | LGKL      | KLX       | Kalamata International Airport „Nestor“             |
| Kastelli, Kreta                  | LGTL      |           | Flugplatz Kastelli                                  |
| Kavala, Amygdaleónas             | LGKM      |           | Militärflugplatz Kavala Amygdaleónas                |
| Kavala, Keramoti                 | LGKV      | KVA       | Chrysoupoli Air Base                                |
| Lamia                            | LG53      |           | Militärflugplatz Lamia                              |
| Larisa                           | LGLR      | LRA       | Militärflugplatz Larisa                             |
| Maleme, Kreta                    |           |           | Flugplatz Maleme                                    |
| Marathon                         | LGKN      |           | Militärflugplatz Marathon Kotroni                   |
| Nea Anchialos, Volos             | LGBL      | VOL       | Nea Anchialos National Airport                      |
| Preveza, Lefkada                 | LGPZ      | PVK       | Aktion National Airport                             |
| Rhodos-Maritsa                   | LGRD      | RHO       | Flughafen Rhodos-Maritsa                            |
| Skyros (Skiros)                  | LGSY      | SKU       | Skyros Island National Airport „Aegeo“              |
| Sparta                           | LGSP      | SPJ       | Militärflugplatz Sparta                             |
| Tanagra                          | LGTG      |           | Militärflugplatz Tanagra                            |
| Thessaloniki, Mikra              | LGTS      | SKG       | Mikra Air Base                                      |
| Thessaloniki-Sedes               | LGSD      |           | Sedes Air Base                                      |
| Tripoli                          | LGTP      |           | Flugplatz Tripoli                                   |
| Tymbaki (Stadt) (Timbaki)        | LGTY      |           | Flugplatz Tymbaki                                   |